# Tchaharbagh (Ispahan)
Le Tchaharbagh (en persan : چهارباغ / Čahârbâġ) est une avenue longue de près de six kilomètres, l'artère principale d'Ispahan. À son extrémité sud se trouvait autrefois le jardin de Mille arpents.
L'École de Tchaharbagh, aussi appelée madrassa des Quatre Jardins ou encore l'École de la Mère du Chah, est une école théologique édifiée au début du XVIIIe siècle ; elle se trouve le long du Tchaharbagh. 